# Кикул (гмина)
Кикул (пол. Kikół) — сельская гмина (волость) в Польше, входит как административная единица в Липновский повет, Куявско-Поморское воеводство. Население — 7234 человека (на 2004 год).

## Сельские округа
1. Целухово
2. Домбрувка
3. Гродзень
4. Хорнувек
5. Яново
6. Ярчехово
7. Кикул
8. Кикул-Весь
9. Колат-Рыбники
10. Конотопе
11. Любин
12. Мощонне
13. Сумин
14. Трутово
15. Валентово
16. Воля
17. Воленцин
18. Вымыслин
19. Заезоже

## Соседние гмины
1. Гмина Хростково
2. Гмина Черниково
3. Гмина Липно
4. Гмина Збуйно